# Давіде Беттелла
Давіде Беттелла (італ. Davide Bettella, нар. 7 квітня 2000, Падова, Італія) — італійський футболіст, центральний захисник клубу «Фрозіноне».

## Ігрова кар'єра

### Клубна
Давіде Беттелла починав свою кар'єру в молодіжній команді «Інтера». В сезоні 2017/18  в складі молодіжної команди «Інтера» грав у Юнацькій лізі.
В червні 2018 року футболіст підписав контракт з «Аталантою». Одразу був заявлений на участь у чемпіонаті Італії але в першому сезоні не провів в команді жодного матчу. І вже в січні 2019 року був направлений в оренду до клубу Серії В «Пескара», де грав до закінчення сезону у 2020 році.
У вересні 2020 року Беттелла знову був відданий в оренду - до «Монци». Термін оренди був до літа 2022 року з опцією викупу контракту. За результатами сезону 2021/22 «Монца» вийшла до Серії А і Беттелла підписав з клубом контракт на повноцінній основі. Але провів в основі лише одну гру і сезон 2022/23 грав в оренді в клубі Серії В «Палермо».
В серпні 2024 року Беттелла перейшов до «Фрозіноне», підписавши контракт на один рік з можливістю продовження угоди.

### Збірна
З 2015 року Давіде Беттелла активно виступав за юнацькі збірні Італії всіх вікових категорій. У 2018 році в складі збірної Італії (U-19) Беттела брав участь у юнацькому чемпіонаті Європи, де команда Італії посіла друге місце, поступившись у фіналі португальським одноліткам.
Також провів три гри в молодіжній збірній Італії.

## Титули
Італія (U-19)
 Віце - чемпіон Європи: 2018